# Toca (metoda tortur)

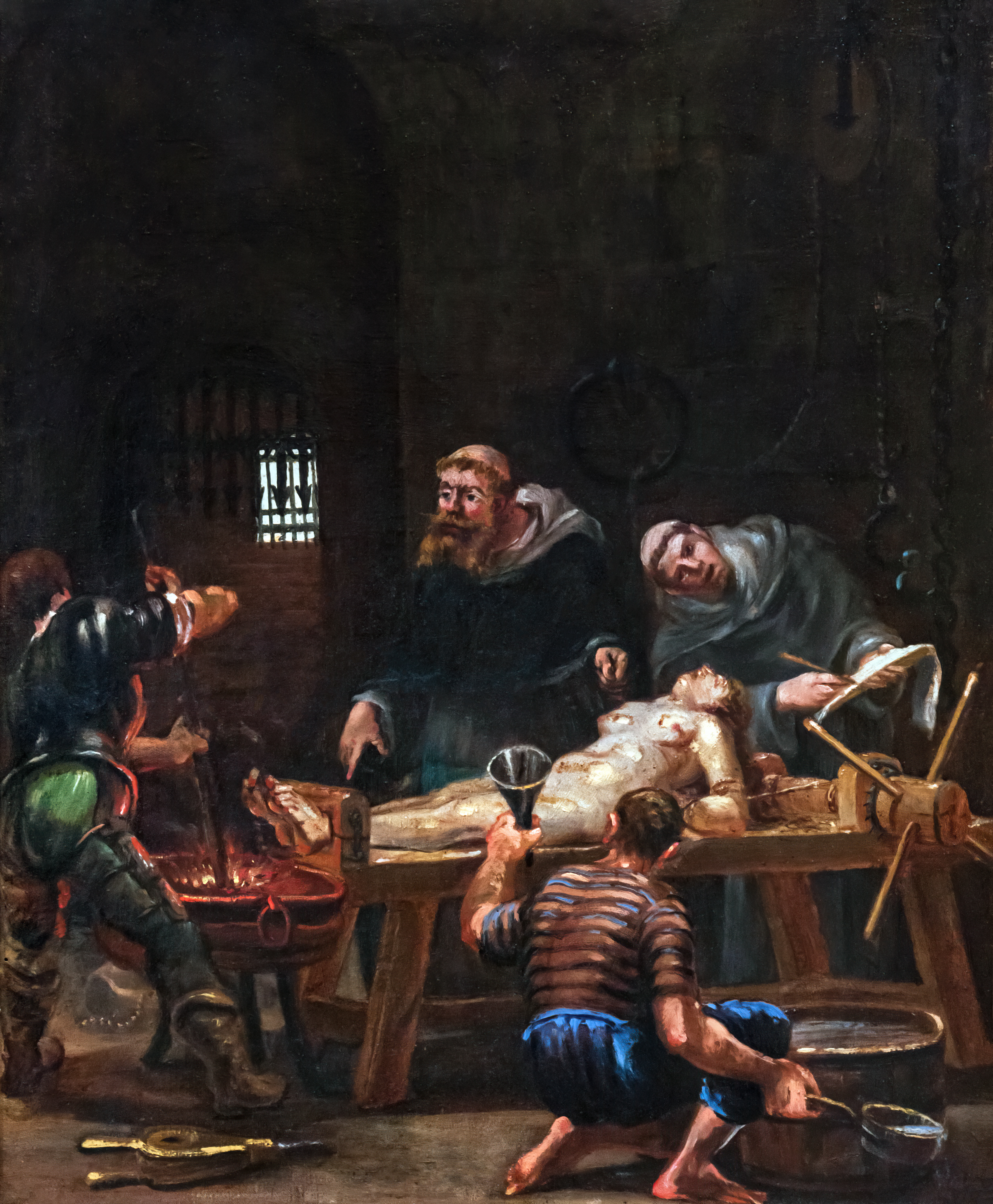
Toca

Toca, zwana inaczej torturą wodną – jedna z metod tortur w okresie średniowiecza. Stosowana m.in. we Francji, Hiszpanii i Niemczech. Była pierwszym etapem tortur stosowanych przez hiszpańską Inkwizycję. Zasady tej tortury, określone przez Torquemadę przewidywały, że podczas jednej sesji można użyć nie więcej niż osiem litrów wody.

## Charakterystyka
Najpierw przywiązywano podejrzanego do deski, zarazem rozciągając go. Do ust wkładano mu lniane płótno, by nie mógł wypluwać wody. Jednocześnie ofiara miała połykać ten kawałek materiału, a gdy szło to z trudem, wlewano wodę. Osoba czuła, że się dusi, co zmuszało ją do połykania wody wraz z kawałkiem materiału. Gdy wystawał kilkucentymetrowy fragment materiału, kat gwałtownym ruchem wyrywał go. Gdy ten wychodził z żołądka, ofiara czuła silny ból.